# اسب‌های آرام
اسب‌های آرام (انگلیسی: Slow Horses) یک مجموعه تلویزیونی در ژانر مهیج جاسوسی است که بر اساس رمان به همین نام از میک هرون ساخته شده است. دو قسمت اول این مجموعه در ۱ آوریل ۲۰۲۲ از طریق اپل تی‌وی پلاس نمایش داده شد. این مجموعه برای شش فصل تمدید شده است.

## بازیگران
- گری اولدمن در نقش جکسون لمب
- جک لودن در نقش ریور کارترایت
- کریستین اسکات توماس در نقش دایانا تاورنر
- جاناتان پرایس در نقش دیوید کارترایت
- اولیویا کوک در نقش سیدونی «سید» بیکر
- ساسکیا ریوز در نقش کاترین استندیش
- داستین دمری برنز در نقش مین هارپر
- روزالیند الازار در نقش لوئیزا گای
- پل هیگینز در نقش استروان لوی
- کریستوفر چانگ در نقش رادی هو
- آنتونیو آکیل در نقش حسن احمد
- کریس ریلی در نقش نیک دافی
- فردی فاکس در نقش جیمز «اسپایدر وب».
- برایان ورنل در نقش کرلی
- سم هزلدین در نقش مو
- جوی آنسا در نقش مأمور پیرس

## تولید
اپل تی‌وی پلاس در اکتبر ۲۰۱۹ سفارش ساخت این مجموعه را داد و گری اولدمن به‌عنوان بازیگر اصلی آن معرفی شد. گروه بازیگران در دسامبر ۲۰۲۰ با اضافه شدن اولیویا کوک، جاناتان پرایس، کریستین اسکات توماس و جک لودن تکمیل شدند. این مجموعه از دو مجموعه شش قسمتی تشکیل خواهد شد، با گزارش‌های متناقض در مورد اینکه آیا این به معنای دو فصل شش قسمتی است یا یک فصل در دو بخش. طبق گزارش‌ها، شش قسمت اول بر اساس اولین کتاب میک هرون به‌نام اسب‌های آرام، و شش قسمت بعدی بر اساس دنبالهٔ آن به‌نام شیرهای مرده ساخته شده‌اند.
مراحل فیلم‌برداری در ۳۰ نوامبر ۲۰۲۰ در انگلستان آغاز شد و تا فوریه ۲۰۲۱ ادامه یافت و گری اولدمن و کریستین اسکات توماس در صحنه فیلمبرداری پروژه در وست مینستر لندن دیده شدند. در ژوئیه ۲۰۲۱، مراحل فیلم‌برداری در استرود، گلاسترشایر ادامه یافت. در ابتدا قرار بود این سریال در اوایل سال ۲۰۲۰ فیلمبرداری شود اما به دلیل همه‌گیری کووید-۱۹ به تعویق افتاد.
هنگامی که تاریخ انتشار در فوریه ۲۰۲۲ اعلام شد، مشخص شد که فصل اول ۶ قسمت خواهد بود و همه قسمت‌های آن توسط جیمز هاوز کارگردانی می‌شود. فصل دوم این مجموعه ساخته شد.

## پخش
دو قسمت اول این مجموعه در ۱ آوریل ۲۰۲۲ از طریق اپل تی‌وی پلاس نمایش داده شد.

## بازخورد
وبگاه راتن تومیتوز بر اساس بررسی ۳۵  منتقد امتیاز ۹۴٪ با میانگین نمرهٔ ۷٫۷/۱۰ را به این مجموعه داده‌است. اجماع منتقدان این وب‌سایت می‌گوید: «اسب‌های آرام ژانر جاسوسی را با اجازه دادن به گروه جاسوسانش تازه می‌کند و گری اولدمن یک کلاس پیشرفته با اقتدار شلختگی ارائه می‌دهد». در مجموع نقدهای متاکریتیک، این مجموعه بر اساس نظر ۱۹ منتقد دارای میانگین نمرهٔ ۷۷ از ۱۰۰ است که نشان‌دهندهٔ «بررسی‌های عموماً مطلوب» است.